# Historisk europæisk kampkunst
Historisk europæisk kampkunst, på engelsk kendt som Historical European martial arts, forkortet HEMA.
Sporten udøves primært på hobbyplan, men der arrangeres også egentlige konkurrencer. Den hollandske HEMA-udøver og -instruktør Arne Koets er blandt de personer, der internationalt har bidraget til udbredelsen af HEMA.

## Historisk
Den ældst bevarede fægtebog (fechtbuch) der er bevaret fra Europa stammer fra Tyskland omkring år 1290. Manualerne tæller bl.a. Codex Wallerstein, Cod. 44 A 8 og Hans Talhoffers forskellige manuskripter, samt Royal Armouries Ms. I.33 fra omkring 1300 og Fior di Battaglia af Fiore dei Liberi fra før 1409.

## Våben
Der trænes ikke med historiske våben, men med efterligninger der er modificerede, således at våbnet nedsætter risikoen for skader. De mest populære træningsvåben der trænes med er langsværd samt sværd og buckler (et lille skjold). Andre våben der er ses i HEMA er sabel, messer, stav, og kårde. Der trænes typisk med modificerede sværd af stål, sværd lavet af nylon eller træ.[kilde mangler] Den bedste realisme nås umiddelbart med stålvåben, da de opfører sig markant anderledes i forhold til træningsvåben i andre materialer.

## Praksis
HEMA-udøvere studerer fægtemanualer, hvoraf den ældste stammer fra omkring år 1300. Udøverne tester så disse teknikker og forsøger derved at genskabe sværdkamp som det foregik i en bestemt periode. Dette leder indimellem til forskellige tolkninger fra forskellige grupper, men der er dog en konsensus inden for de mere veldokumenterede stilarter.[kilde mangler]
Træningen består ofte af teknisk træning samt af sparring, der er en vigtig del af træningen. Sikkerhedsudstyr er ikke standardiseret, men de fleste udøvere anvender 1600 Newton fægtemasker,[kilde mangler] som brugt i moderne olympisk fægtning. Derudover beskyttelses handsker (Lacrossehandsker er meget udbredte) samt torsobeskyttelse i form af en fægtemesterjakke, gambesson eller rustning. Andet udstyr der ofte benyttes er albue- og knæbeskyttere samt skinnebensbeskyttere. Se YouTube-klip der demonstrerer en simuleret kamp med sværd.